# Loßplatz 1

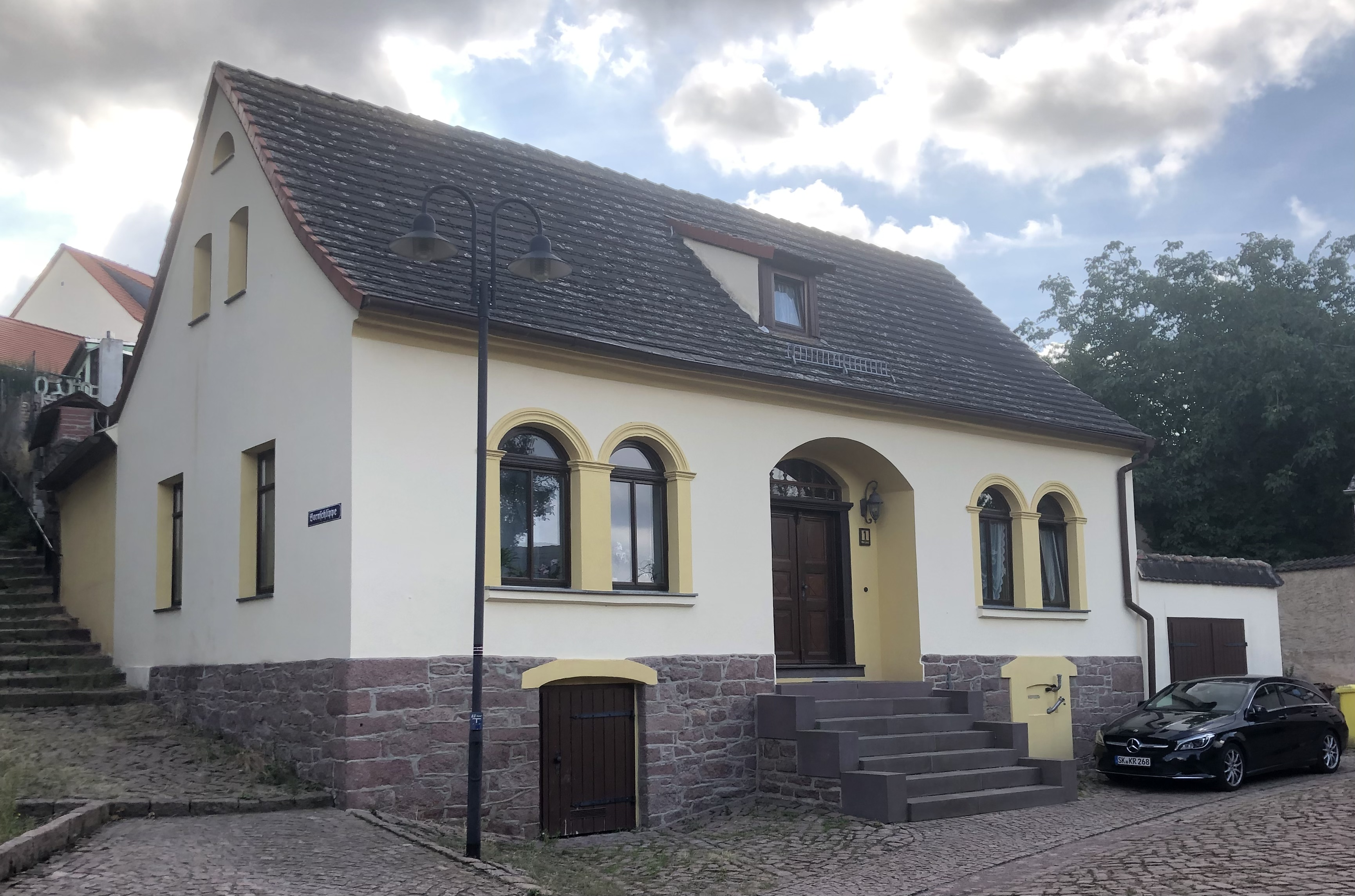
Haus Loßplatz 1, 2022

Das Gebäude Loßplatz 1 ist ein denkmalgeschütztes Wohnhaus im Ortsteil Löbejün in der Stadt Wettin-Löbejün in Sachsen-Anhalt.
Das Haus befindet sich im südlichen Teil der Löbejüner Altstadt auf der Südseite des Loßplatzes. Östlich des Gebäudes mündet die Gasse Bornschlippe ein.

## Architektur und Geschichte
Das eingeschossige Wohnhaus entstand vermutlich in der Zeit um das Jahr 1800. Es wurde auf einem hohen Sockel aus Bruchsteinen errichtet. Die straßenseitige Fassade ist fünfachsig mit vier hohen rundbogigen Fenstern ausgeführt. Mittig ist der breite Eingang angeordnet. Er wird von einem halbrunden Oberlicht überspannt. Zur Eingangstür führt eine aus Sandstein erstellte Freitreppe.
Im örtlichen Denkmalverzeichnis ist das Wohnhaus unter der Erfassungsnummer 094 55243 als Baudenkmal verzeichnet.